# Zaouiet el-Aryan
Pour les articles homonymes, voir Aryan.
Zaouiet el-Aryan (زاویة العریان) est une ville du Gouvernorat de Gizeh en Égypte, située entre Gizeh et Abousir. À l'ouest de la ville, dans le désert, se trouve une nécropole nommée du même nom. Presque directement à l'est, de l'autre côté du Nil, se trouve Memphis. À Zaouiet el-Aryan se trouvent deux complexes pyramidaux de l'Ancien Empire et cinq cimetières de mastabas.
Dès la fin du XIXe siècle, Gaston Maspero avait essayé en vain de pénétrer dans la pyramide, suivi par Jacques de Morgan en 1896. À partir du 11 mars 1900, Alexandre Barsanti reprend les fouilles qui lui permettent de pénétrer dans la pyramide.
L'ensemble du site fut mis au jour en 1911 par les archéologues G.A. Reisner et C.S. Fisher.

## Pyramides

### La pyramide à tranches

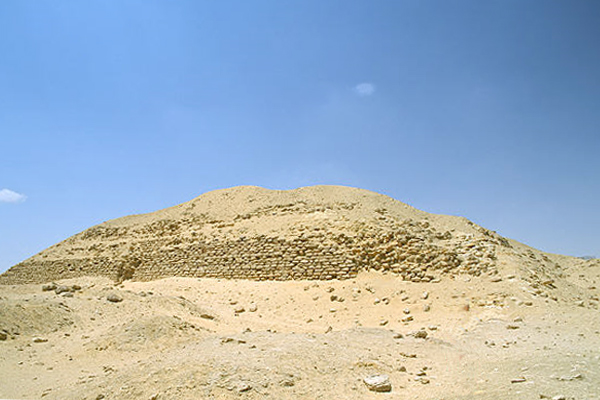
Pyramide à tranches de Khaba

La pyramide à tranches, au sud, a été construite pendant la IIIe dynastie, probablement sous le règne de Khaba. La pyramide devait avoir cinq à sept degrés. Aucune pierre d'enveloppe n'a été trouvée, ce qui suggère que la pyramide n'a jamais été achevée. La disposition des chambres souterraines ressemble à celle de la pyramide de Sekhemkhet. Un couloir menant à l'intérieur possède trente-deux chambres latérales destinées au stockage du matériel funéraire,.

### La grande excavation

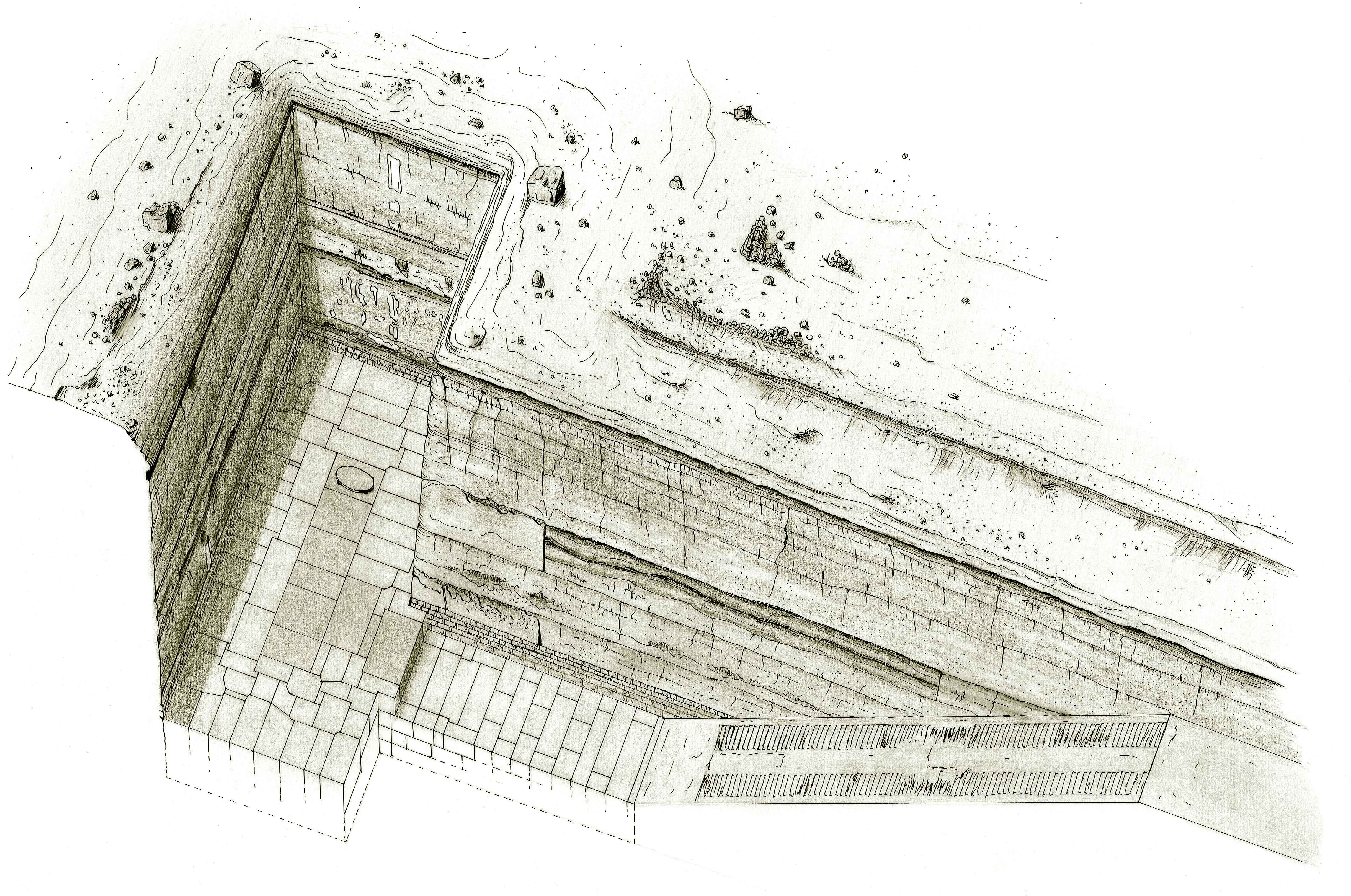
Grande excavation datant de la (dessin)

Cette pyramide inachevée, situé à 1,5 km au nord de la pyramide à tranches, appartient à un roi au nom illisible et ne comporte guère plus qu'une descenderie massive. Ses caractéristiques architecturales permettent de dater ce monument de la IVe dynastie. Il ne reste plus qu'une base carrée sur laquelle aurait été construit le noyau de la pyramide. Un sarcophage de granit rose a été trouvé dans une tranchée qui traverse la structure, bien qu'il puisse dater d'une période ultérieure. L'existence de chambres souterraines a été soupçonnée, mais les fouilles n'ont pas été possibles car la structure fait maintenant partie d'une zone militaire à accès réglementé,.

## Les nécropoles
La région de Zaouiet el-Aryan est entourée d'un total de cinq cimetières datant de la Ire dynastie, de la IIe dynastie, de la fin de la IIIe dynastie, de la XVIIIe dynastie et de la période romaine. Les nécropoles des trois premières dynasties sont situées au nord et à l'est des pyramides, tandis que celle de la XVIIIe dynastie est située au sud et au sud-ouest des pyramides. La nécropole de la période romaine se trouve quant à elle au sud-est du site.
Parmi ces cimetières, seul celui de la fin de la IIIe dynastie contient de grandes tombes, dont quatre mastabas en briques de terre. Reisner et Fisher ont observé que ceci est attendu d'une nécropole entourant la pyramide d'un pharaon, les grandes tombes étant celles de la famille royale et des fonctionnaires de la cour. En particulier, à environ deux-cents mètres au nord de la pyramide à tranches se trouve un énorme mastaba, aujourd'hui connu sous le nom de Mastaba Z500, qui a donné huit bols de marbre portant l'inscription du nom d'Horus dans un serekh du roi Khaba. Reisner et Fisher concluent donc que « si les mastabas appartiennent à des personnes liées au roi qui a construit la pyramide, il est probable que le nom du roi était Khaba ». Cette opinion est partagée par la plupart des égyptologues qui attribuent la pyramide à tranches à Khaba,.

## Le site aujourd'hui

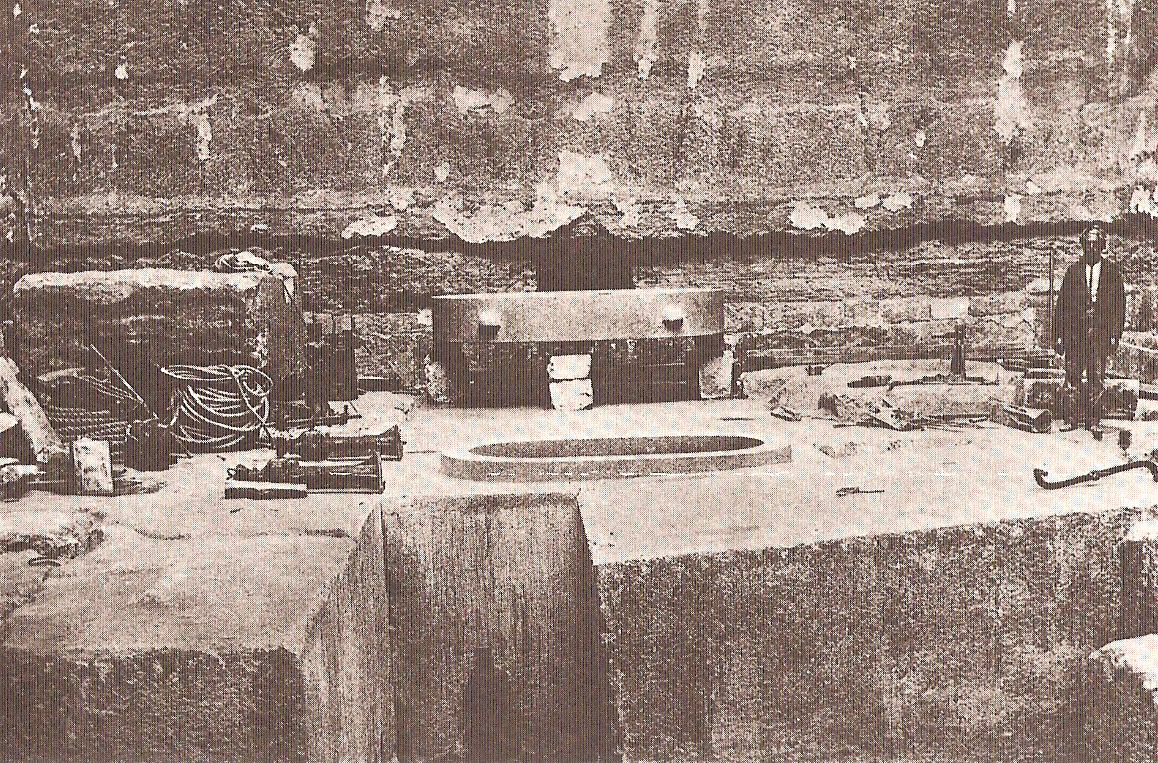
Photo de la cuve de la grande excavation de zaouiet el-aryan, 1905.

Depuis 1960, une grande partie de la zone près de Zaouiet el-Aryan a été restreinte pour servir de base militaire. L'accès aux pyramides est restreint depuis 1964. Aucune fouille n'est autorisée, la nécropole d'origine est surplombée de bungalows militaires et le puits de la Grande excavation aurait été utilisé à mauvais escient comme dépotoir. L'état des deux complexes funéraires est incertain et probablement désastreux,.